# Guadagnabene

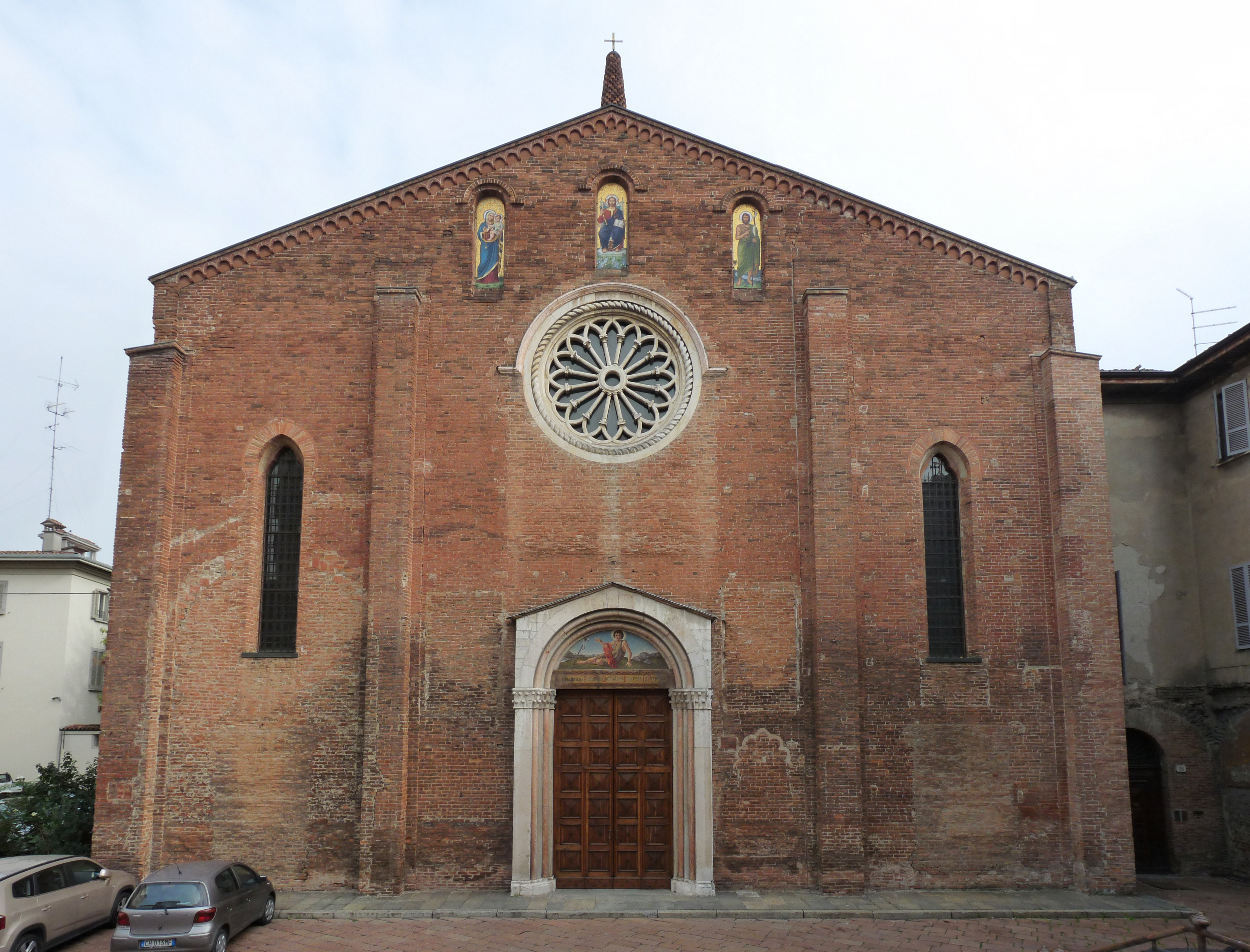
Piacenza, Basilica di San Giovanni in Canale.

I Guadagnabene sono stati una storica famiglia di banchieri e mercanti tra le principali di Piacenza, particolarmente attivi tra il XIII e il XIV secolo, con interessi economici che si sviluppavano dall'Irlanda fino alla Cina.

## Storia
Facenti parte dell'emergente ceto mercantile dell'Italia comunale del duecento, i Guadagnabene furono attivi nel commercio dei tessuti e nell'attività bancaria tramite la quale furono finanziatori dei Re di Francia e d'Inghilterra.
La "Compagnia dei Guadagnabene" fu, infatti, tra i finanziatori delle crociate di Luigi IX di Francia, mentre Guglielmo e Giacomo Guadagnabene operarono in Inghilterra sotto il regno di Edoardo I, impegnati nel commercio della lana, nei prestiti al re e nella raccolta delle tasse pontificie.
La famiglia si estinse nel XVI secolo, seppur siano tuttora esistenti famiglie discendenti per via femminile dalla stessa.
A Piacenza è presente nella Basilica di San Giovanni in Canale il sepolcro della famiglia risalente all'anno 1365 in marmo rosso di Verona, che presenta sul lato anteriore la raffigurazione dell'Agnello mistico attorniato da due croci greche e da altri simboli ornamentali ed è sormontato da un'edicola a colonnine binate (sempre in marmo rosso di Verona), che racchiude una pittura muraria (di cui è andata persa la parte inferiore) raffigurante la Madonna con Gesù Bambino attorniata da due stemmi della famiglia Guadagnabene.